# Miss Mondo 1975
Miss Mondo 1975, la venticinquesima edizione di Miss Mondo, si è tenuta il 20 novembre 1975, presso il Royal Albert Hall di Londra. Il concorso è stato presentato da David Vine. Wilnelia Merced, rappresentante del Porto Rico è stata incoronata Miss Mondo 1975.

## Risultati

### Piazzamenti
| Risultato       | Concorrente |
| --------------- | --- |
| Miss Mondo 1975 | - Porto Rico - Wilnelia Merced |
| 2ª classificata | - Germania - Marina Langner |
| 3ª classificata | - Regno Unito - Vicki Harris |
| 4ª classificata | - Cuba - Maricela Maxie Clark |
| 5ª classificata | - Jugoslavia - Lidija Velkovska |
| 6ª classificata | - Haiti - Joelle Apollon |
| 7ª classificata | - Venezuela - Maria Conchita Alonso |
| Semifinaliste   | - Australia - Anne Davidson - Finlandia - Leena Kaarina Vainio - India - Anjana Sood - Libano - Ramona Karam - Mauritius - Mariella Tse-Sik-Sun - Saint Lucia - Sophia St Omer - Sudafrica - Rhoda Rademeyer - Uruguay - Carmen Abal |

### Riconoscimenti speciali
| Risultato        | Concorrente                        |
| ---------------- | ---------------------------------- |
| Miss Personality | - Singapore - Maggie Siew Teen Sim |
| Miss Photogenic  | - eSwatini - Vinah Thembi Mamba    |

## Concorrenti
- Africa meridionale - Lydia Gloria Johnstone
- Antille Olandesi - Cynthia Marlene Bruin
- Argentina - Lilian Noemí De Asti
- Australia - Anne Davidson
- Austria - Rosemarie Holzschuh
- Bahamas - Ava Marilyn Burke
- Barbados - Peta Hazel Greaves
- Belgio - Christine Delmelle
- Bermuda - Donna Louise Wright
- Bolivia - Maria Monica Guardia
- Brasile - Zaida Souza Costa
- Canada - Normande Jacques
- Colombia - Amanda Amaya Correa
- Corea del Sud - Lee Sung-hee
- Costa Rica - Maria Mayela Bolaños Ugalde
- Cuba - Maricela (Maxie) Clark
- Curaçao - Elvira Nelly Maria Bakker
- Danimarca - Pia Isa Lauridsen
- El Salvador - Ana Stella Comas Durán
- Filippine - Suzanne Gonzalez
- Finlandia - Leena Kaarina Vainio
- Francia - Sophie Sonia Perin
- Germania - Marina Langner
- Giappone - Chiharu Fujiwara
- Gibilterra - Lillian Anne Lara
- Grecia - Bella Adamopoulou
- Guam - Dora Ann Quintanilla Camacho
- Guernsey - Carol Dawn Le Billon
- Haiti - Joelle Apollon
- Honduras - Etelinda Mejía Velásquez
- Hong Kong - Teresa Chu Tsui-Kuen
- India - Anjana Sood
- Irlanda - Elaine Rosemary O'Hara
- Islanda - Halldora Björk Jonsdottir
- Israele - Atida Mor
- Italia - Vanna Bortolini
- Jersey - Susan Maxwell de Gruchy
- Jugoslavia - Lidija Velkovska
- Libano - Ramona Karam
- Lussemburgo - Marie Thérèse Manderschied
- Malaysia - Fauziah Haron
- Malta - Marie Grace (Mary) Ciantar
- Mauritius - Marielle Tse Sik-Sun
- Messico - Blanca Patricia López Esparza
- Nicaragua - Maria Auxiliadora Paguaga Mantilla'
- Norvegia - Sissel Gulbrandsen
- Nuova Zelanda - Janet Andrea Nugent
- Paesi Bassi - Barbara Ann Neefs
- Perù - Mary Orfanides Canakis
- Porto Rico - Wilnelia Merced Cruz
- Regno Unito - Vicki Ann Harris
- Rep. Dominicana - Carmen Rosa Arredondo Pou
- Saint Lucia - Sophia St. Omer
- Seychelles - Amelie Lydia Michel
- Singapore - Maggie Siew Teen Sim
- Sri Lanka - Angela Seneviratne
- Stati Uniti - Annelise Ilschenko
- Sudafrica - Rhoda Rademeyer
- Svezia - Agneta Catarina Magnusson
- Svizzera - Franziska (Franzi) Angst
- eSwatini - Vinah Thembi Mamba
- Thailandia - Raevadee Pattamaphong
- Trinidad e Tobago - Donna Sandra Dalrymple
- Tunisia - Monia Dida
- Turchia - Harika Degirmenci
- Uruguay - Carmen Abal
- Venezuela - María Concepción Alonso Bustillo